# Braxton Comer
Braxton Bragg Comer (Spring Hill, 7 de noviembre de 1848-Birmingham, 15 de agosto de 1927) fue un político estadounidense que se desempeñó como 33 ° gobernador de Alabama de 1907 a 1911 y senador de los Estados Unidos en 1920. Como gobernador, logró la reforma ferroviaria, reduciendo las tarifas para las empresas en Alabama para hacerlas más competitivas con otros estados. Aumentó los fondos para el sistema de escuelas públicas, lo que resultó en más escuelas rurales y escuelas secundarias en cada condado para estudiantes blancos y, finalmente, un aumento en la tasa de alfabetización del estado.
Comer fue plantador y empresario tanto antes como después de ingresar a la política como demócrata. La Familia Comer heredó 30 000 acres (121,4 km²) de plantación dedicada a la producción de maíz y algodón. En 1897 invirtió $10,000 con la familia Trainer, que tenía la intención de desarrollar fábricas textiles en el estado, y fue nombrado presidente de Avondale Mills, que desarrolló en Birmingham, ocupando ese cargo hasta su muerte en 1927.

## Primeros años

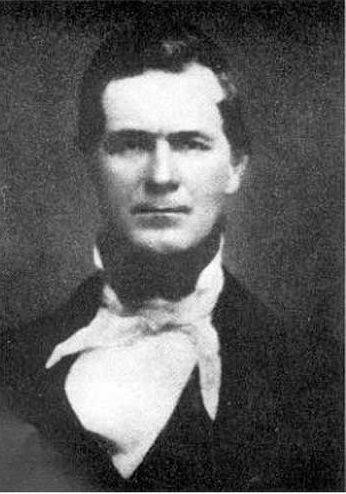
El padre de Comer, John Fletcher Comer.

Comer nació el 7 de noviembre de 1848 en Spring Hill, Alabama. Fue el cuarto hijo de John Fletcher y Catharine (Drewry) Comer. Al nacer dentro de una familia de plantadores, los padres de Comer habían construido su riqueza a base del trabajo esclavo para su plantación de algodón. B.B Comer comenzó su educación a la edad de diez años bajo la tutela de E.N Brown.
En 1864, Comer fue a la Universidad de Alabama, pero en abril de 1865 se vio obligado a marcharse cuando las tropas del general John T. Croxton incendiaron la universidad. Se matriculó en la Universidad de Georgia en Athens, donde se unió a la Sociedad Literaria Phi Kappa. Se trasladó a Emory and Henry College en Virginia, donde se graduó en 1869 con los títulos de BA y MA.
Después de graduarse, Comer regresó a Spring Hill y ayudó a administrar la plantación familiar. Principalmente cultivó maíz y algodón en los 30 000 acres (121,4 km²)  de plantación. Continuó operando su plantación del condado de Barbour, con su hermano J. W. Comer administrándola, después de que se mudó con su familia a Anniston en el centro este de Alabama en 1885.
Aunque era un hombre de negocios poderoso y exitoso, Comer siempre abogó por la primacía de la importancia para la gente de ese estado, y no sobre las preocupaciones comerciales. Comer declaró que "... donde los intereses de la corporación y las masas chocan y están en peligro, si el uno o el otro deben asumir pérdidas, el arte de gobernar, con un juicio infalible decreta que es menos peligroso primero asegurar el interés del gente".

## Carrera como empresario

### Avondale Mills

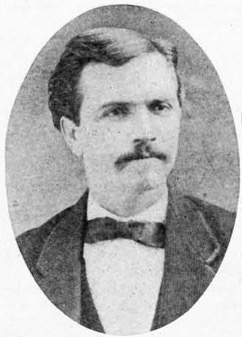
Comer a mediados de los 30.

Aparte de su plantación, Comer manejaba su empresa Avondale Mills, que, con la ayuda de sus hijos, se convirtió en una de las empresas textiles más grandes de Alabama. La familia Trainer, que tenía un negocio textil en Chester, Pensilvania planeaba expandir su negocio hacia el sur a través de la nueva y creciente ciudad industrial de Birmingham. Ofreció acciones a líderes empresariales, como Frederick Mitchell Jackson, quien acordó comprometer $150,000 para llevar las fábricas a Birmingham. Jackson, presidente del Club Comercial de Birmingham, un precursor de la Cámara de Comercio del Área de Birmingham, se comprometió a "ayudar a dar empleo a quienes lo necesitan en la joven y luchadora ciudad de Birmingham". El hijo de B.B Comer, James McDonald Comer, recordó más tarde que su padre estaba motivado a participar en el nuevo negocio porque "sentía que Birmingham necesitaba una industria que pudiera emplear tanto a mujeres como a hombres".
Aceptando las promesas de participación financiera de los empresarios, los Entrenadores buscaron un inversionista local para que asumiera la presidencia del ingenio. En 1897, se acercaron a Braxton Bragg Comer. El futuro gobernador aceptó la oferta e invirtió $10,000 en la empresa. Desde 1897 hasta su muerte en 1927, se desempeñó como presidente de Avondale Mills, dirigiendo la expansión continua a nuevos sitios a lo largo de los años.
En 1897, Comer construyó el primer molino en Avondale, un área que se convertiría en parte de Birmingham. Durante el primer año de su funcionamiento, Avondale Mills utilizó 4.000 fardos de algodón. En 1898, Avondale Mills empleó a 436 trabajadores y generó $15,000 en ganancias. Cuando B.B Comer se convirtió en gobernador de Alabama en 1907, Avondale Mills declaró una ganancia de $55,000 y produjo casi 8,000,000 de yardas de material. A principios de siglo, Avondale Mills había marcado el rumbo del desarrollo futuro.
Avondale Mills comenzó con 30.000 husillos en el primer molino en Birmingham y creció durante los siguientes treinta años para incluir diez molinos en siete comunidades, con un total de 282.160 husillos. Los molinos [incluidos]: Eva Jane, el Central, el Sally B y el Catherine en Sylacauga; las fábricas de algodón de la ciudad de Alexander, las fábricas de sicomoro, las fábricas de Mignon y Bevelle y la empresa de fabricación de la ciudad de Pell.
A medida que cayeron los precios del algodón, los agricultores blancos pobres perdieron sus tierras y se dedicaron a la aparcería y la tenencia; algunos de ellos estaban dispuestos a dejar la agricultura y mudarse a pueblos industriales. Aunque era una práctica común en ese momento, las fábricas hicieron uso del trabajo infantil.

### Comisión de Ferrocarriles
Comer fue un firme defensor de la reforma ferroviaria. Los empresarios de Alabama estaban en desventaja cuando competían por negocios con empresas con sede en Georgia, debido a las tarifas de flete más bajas de ese estado. El Birmingham Commercial Club y el Birmingham Freight Bureau, organizaciones en las que Comer tenía roles importantes, encontraron evidencia de discriminación de tarifas por parte de los ferrocarriles. Comer creía que otorgar más poder a la Comisión de Ferrocarriles del estado era la mejor manera de terminar con la discriminación y reducir las tasas a un nivel que permitiera a las empresas de Alabama competir con las de Georgia. Pero la legislatura estatal y los delegados a la Convención Constitucional de 1901 no fortalecieron el poder de la comisión.
Cuando la Comisión de Ferrocarriles no cambió las tarifas después de dos años más, Comer cambió sus tácticas para postularse para un puesto en la comisión, que recientemente se había convertido en una oficina electoral. Hizo campaña para limitar el poder de los ferrocarriles a favor del transporte marítimo. En 1904, fue elegido presidente de la comisión, pero rápidamente se dio cuenta de que tenía poco poder debido a que los otros dos comisionados se pusieron del lado de los ferrocarriles. Tres años después de su mandato como presidente, Comer concluyó que solo podría promulgar la reforma ferroviaria al convertirse en gobernador.

## Carrera como gobernador

### Campaña política
Comer jugó un papel en la campaña terrorista supremacista blanca de 1870 que condujo a la privación del derecho al voto de los negros. Él y su hermano, Wallace, encabezaron una mafia de Spring Hill, Alabama, que fue parte de la Masacre de Eufala de 1874 que interrumpió el conteo de boletas y asesinó al hijo de 15 años de un supervisor electoral.
La privación del derecho al voto de los negros por la constitución de 1901 y la enmienda al sufragio habían reducido al Partido Republicano como una fuerza activa en el estado. Durante más de 60 años, hasta que se aprobó la legislación federal de derechos civiles para hacer cumplir los derechos constitucionales de los afroestadounidenses a mediados de la década de 1960, Alabama sería esencialmente un estado de partido único, con elecciones ganadas en las primarias demócratas.
La campaña para gobernador de 1906 en las primarias demócratas se consideró notable ya que el partido "eliminó la palabra 'Conservador' de su nombre formal, demostrando que se sentía cómodo con una plataforma más progresista". Los dos candidatos a gobernador del partido fueron progresistas en casi todos los temas. Sin embargo, como el teniente gobernador Russell M. Cunningham de Birmingham no apoyó la reforma del ferrocarril en las tarifas, obtuvo el apoyo de la industria.
Comer fue criticado por su conocida oposición a las leyes de trabajo infantil; dijo que las familias deberían ser las que decidan sobre sus hijos. Comer era "mejor activista y orador que Cunningham, y sus ataques verbales a los ferrocarriles despertaron tanto al público de Alabama que ganó las primarias con el 61 por ciento de los votos y las elecciones de noviembre con más del 85 por ciento". Comer, que representa a la élite de los plantadores y a los empresarios en ascenso, derrotó fácilmente a Asa E. Stratton del Partido Republicano y J.N Abbott del Partido Socialista de América en las elecciones de noviembre de 1906. El plan de Comer para promulgar la reforma de los ferrocarriles, así como en otras áreas como la educación, parecía una gran posibilidad ya que los demócratas progresistas que favorecían la reforma constituían una mayoría en la legislatura estatal recién elegida y dominada por los demócratas.

### Reforma ferroviaria
Comer "dedicó la mayor parte de su discurso inaugural al tema de la reforma ferroviaria y solicitó a la legislatura que aprobara 20 leyes distintas para otorgar a la comisión ferroviaria fuertes poderes para establecer tarifas y hacer cumplir". La legislatura de ideas afines aprobó sus reformas ferroviarias con solo unos pocos cambios. A través de estas nuevas leyes, Comer finalmente logró reducir las tarifas para permitir a las empresas de Alabama competir mejor con sus contrapartes en los estados vecinos.
La legislatura estatal "agregó una disposición que revocaría la licencia comercial estatal de cualquier corporación que presente una demanda en un tribunal federal sobre cualquier asunto que ya esté ante un tribunal estatal". L&N Railroad y otros ferrocarriles desafiaron los nuevos estatutos ferroviarios en un tribunal federal. El desacuerdo entre el gobierno estatal y el ferrocarril continuó después de que Comer dejó el cargo, pero logró su objetivo de "otorgar al estado un mayor poder regulador sobre las tarifas de transporte ferroviario".

### Respuesta a la huelga de mineros de 1908
En 1908, 7.000 mineros libres (en su mayoría blancos) se declararon en huelga en Tennessee Coal, Iron and Railroad (TCIRR) y otras operaciones mineras en Alabama. A ellos se unieron 500 convictos negros alquilados en el estado. Los funcionarios de la empresa solicitaron al estado que disolviera la huelga con la milicia estatal. Para seguir operando, los funcionarios del TCIRR presionaron a los convictos afroestadounidenses para que trabajaran horas extremadamente largas. Los capataces blancos también trajeron negros en condiciones de servidumbre adicionales como mano de obra convicta. William Millin, un destacado líder sindical afroestadounidense, protestó por estas condiciones y fue arrestado. Una turba lo sacó de la cárcel y lo linchó. Otro organizador afroestadounidense fue ahorcado en un linchamiento una semana después. El gobernador Comer emitió órdenes para movilizar a la milicia estatal para disolver a los huelguistas y sus campamentos organizados.
A mediados de agosto de 1908, una delegación de ciudadanos prominentes de Birmingham visitó a los líderes de los mineros en huelga y emitió una amenaza explícita. Dijeron que, a menos que terminara la huelga, Birmingham "haría que Springfield [Illinois] (donde 12.000 blancos habían incendiado la sección afro de la ciudad) parecieran seis centavos". El gobernador Comer dijo: "Estamos indignados por los intentos de establecer la igualdad social entre los mineros blancos y negros". Añadió que "no toleraría ocho o nueve mil negros holgazanes en el estado de Alabama".

### Reforma educativa
Las reformas de Comer para mejorar la educación de los blancos fueron financiadas por aumentos en los ingresos del estado. Se creó una Junta Estatal de Asesores "para igualar los impuestos igualando los valores de las propiedades en todo el estado y estableciendo impuestos de franquicia para las empresas". La revaluación de los valores de la propiedad enfureció a los grandes propietarios que vieron aumentar sus impuestos a la propiedad. Pero, los mayores aumentos en los ingresos fiscales estatales no se produjeron a través de reformas fiscales (aunque esto probablemente estabilizó los ingresos fiscales) sino a través del aumento de los ingresos generados por el trabajo de los convictos arrendado por el estado a la empresa privada.
La administración de Comer aplicó los aumentos en el gasto para educación solo de los estudiantes blancos. Comer destinó fondos a la construcción de escuelas rurales para blancos y escuelas secundarias del condado (al menos una en cada condado), y aumentó las asignaciones hechas a la Universidad de Alabama, el Instituto Politécnico de Alabama en Auburn, las nueve escuelas agrícolas, las escuelas normales, y la Escuela Técnica de Niñas de Montevallo. Además, el estado tomó el control de la Escuela Industrial de Alabama Boy. Las reformas educativas de Comer influyeron en el sistema educativo del estado durante un siglo.
Más del 25 por ciento de los ingresos del estado en 1910 se derivó del arrendamiento de convictos afroestadounidenses a empresas privadas. El periodista Douglas Blackmon señala que Comer basó sus mejoras para los ciudadanos blancos en fondos derivados del trabajo esclavo de los afroestadounidenses. El nivel del plan de estudios se elevó para los estudiantes blancos, con el consiguiente aumento de la alfabetización, pero en el sistema segregado, los negros no obtuvieron la misma financiación para su sistema educativo. Bajo Comer, el dinero gastado en la educación de los niños negros per cápita era una séptima parte del de los niños blancos. La alfabetización aumentó drásticamente para los blancos, pero quedó rezagada para los negros (en 1920 la tasa era inferior al 50% para los afroestadounidenses en Alabama).
Comer afirmó rotundamente que la inversión del estado en su infraestructura educativa era de suma importancia, aconsejando a la legislatura "... ser liberales en sus asignaciones a la Universidad de Alabama, Auburn (Universidad), (La Universidad de) Montevallo, todas las escuelas de Alabama, tanto como lo admitan las finanzas del estado, porque la inversión es la mejor".
Un testimonio del énfasis de Comer en la educación como el atributo supremo de cualquier sociedad fue una de sus acciones finales al dirigir la construcción de la Escuela Catherine Comer en el condado de Barbour. Debido a la segregación obligatoria en las instalaciones educativas en ese momento, solo los niños blancos podían asistir a la escuela Catherine Comer. Para garantizar que todos tuvieran acceso a oportunidades educativas, Comer también dirigió la construcción de la escuela Beckie Comer, también en el condado de Barbour.

### Prohibición
Los progresistas estaban divididos sobre la prohibición, algunos creían que debería ser decidido por las jurisdicciones locales y otros apoyaban la aprobación de leyes estatales contra la venta de alcohol. Durante su campaña para gobernador y los primeros dos años como gobernador, Comer vio la prohibición como un asunto local. Para 1908, 50 de los 67 condados del estado habían votado a favor de la prohibición. A pesar de que la mayoría de los condados están "secos", la poderosa Liga Anti-Saloon presionó por la prohibición en todo el estado. Otros grupos de prohibición se unieron al impulso de la Liga para una ley estatal, lo que obligó a Comer a convocar a la legislatura a una sesión especial para decidir el asunto. La sesión especial de 1909 promulgó la prohibición en todo el estado, "pero, no contentos con un simple estatuto, también propusieron una enmienda constitucional para poner fin a la venta de licor". Comer viajó por el estado para obtener apoyo para la enmienda propuesta, pero no logró obtener suficientes votos.
Comer señaló que "así como separaríamos el cólera de los cerdos, las garrapatas del ganado y los gorgojos del algodón, también deberíamos separar la juventud del estado de todo lo que se deterioraría y destruiría".

## Vida posterior
Como la ley estatal impedía que los gobernadores se postularan para períodos sucesivos, Comer no fue elegible para la elección de gobernador de 1910. En las elecciones de 1914, Comer fue derrotado por un candidato apoyado por una "coalición improbable" de ferrocarriles, trabajadores organizados y partidarios de la opción local [por la prohibición].
En la primavera de 1920, el gobernador Thomas Kilby nombró a Comer para servir los meses restantes del mandato del difunto John H. Bankhead en el Senado de los Estados Unidos. No buscó la elección cuando expiró el mandato.
Después de su corto tiempo en el Senado, Comer pasó el resto de su vida siguiendo sus actividades comerciales. Además de emitir su respaldo al candidato a gobernador de Alabama, A.H Carmichael, Comer se abstuvo de la actividad política luego de su mandato en el Senado de los Estados Unidos.
En 1872, Comer se casó con Eva Jane Harris de Cuthbert, Georgia. Construyó una casa grande para ellos en Comer Station, en el Condado de Barbour. Él y su esposa permanecieron casados hasta el fallecimiento de ella el 6 de marzo de 1920, un día después de que el gobernador Kilby lo nombrara senador.
Comer flleció el 15 de agosto de 1927. A él y a su esposa les sobrevivieron sus nueve hijos: Sally Bailey, John Fletcher, James McDonald, Eva Mignon, Catherine, Braxton Bevelle, Eva, Braxton Bragg, Jr. y Hugh M. Comer. Fue enterrado en el cementerio Elmwood de Birmingham.

## Legado

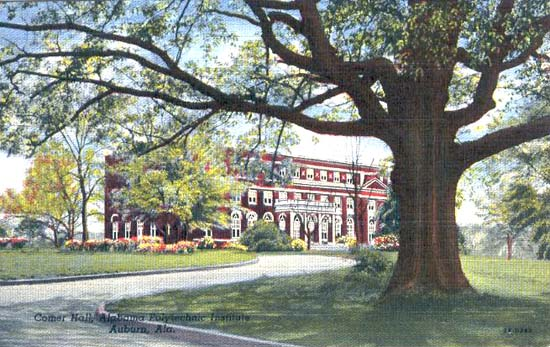
Comer Hall en la Universidad de Auburn.

A mediados del siglo XX, Comer fue aclamado como un reformador que llevó los sistemas educativos primarios y secundarios de Alabama a la corriente principal. Fue elogiado como un hombre de negocios ilustrado por llevar Avondale Mills a Birmingham y Alabama Central. Se basó en un sistema de segregación y supremacía blanca y trabajo infantil para obtener ganancias para sus plantaciones, minas y molinos.
Sus mejoras en los sistemas educativos de Alabama no pudieron proporcionar lo suficiente para los niños afroestadounidenses. Aunque las tasas de alfabetización de los blancos aumentaron durante su mandato como gobernador, su administración, obstaculizada por la legislatura estatal, logró poco para los negros. La legislatura demócrata dominada por los blancos no financiaba constantemente la educación afroestadounidense.
Comer también tuvo éxito en las siguientes áreas: ayudó a establecer un sanatorio de tuberculosis como parte de su uso de fondos estatales para mejorar la salud pública. También fortaleció las leyes de seguros.
Animado por la iniciativa del presidente Theodore Roosevelt de conservar los recursos naturales, Comer ganó la legislación para establecer el Departamento de Conservación de Suelos de Alabama; era supervisar un sistema de parques públicos en el estado.
Aumentó la financiación del transporte para mejorar las carreteras como parte de la infraestructura básica del estado.
Gran parte del crecimiento industrial y la productividad de principios del siglo XX en Birmingham y, aunque en menor grado, en todo Alabama, se puede atribuir a la regulación de Comer de la industria ferroviaria, así como a su inversión en la industria textil.
Aunque fue criticado al principio de su carrera como industrial por sus actitudes hacia el trabajo infantil, Comer progresó con la actitud común y, como gobernador, aprobó una ley relativamente progresista que requiere que ningún niño menor de 12 años sea empleado en una fábrica textil. También como gobernador, Comer aprobó otra ley igualmente progresiva (relativa a su período de tiempo) que exige que los niños menores de 16 años que trabajaban en fábricas deben asistir a la escuela durante al menos 8 semanas consecutivas cada período escolar.
Comer logró revertir la investigación sobre el peonaje. El uso de mano de obra alquilada por convictos continuó brindando incentivos a la policía y los funcionarios locales para atrapar, condenar y arrendar a negros como trabajadores.
La Fundación Comer, establecida en su nombre y con sede en Birmingham, ofrece becas sustanciales a los estudiantes que viven en los condados de Alabama donde alguna vez operaron los molinos de Comer.

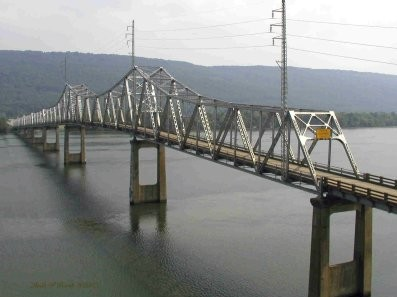
Puente Comer, Scottsboro, Alabama.

Más recientemente, Comer ha sido reconocido como un político progresista que abogó por aumentar las fuentes de ingresos estatales para beneficiar a los residentes de bajos ingresos. Comer es reconocido por su postura progresista con respecto a la financiación adecuada de los servicios proporcionados por el estado.
Numerosas instituciones y lugares recibieron el nombre de Comer:
- B.B Comer Memorial High School, B.B Comer Memorial Elementary School y B.B Comer Memorial Library, todas en Sylacauga, una vez hogar de uno de los molinos más grandes de Avondale.
- B.B Comer Hall de la Universidad de Alabama alberga el Departamento de Idiomas Modernos.
- El edificio federal en Birmingham.
- Braxton Bragg Comer Hall en la Universidad de Auburn alberga oficinas y laboratorios para la Escuela de Agricultura.
- Puente Comer en Scottsboro, Alabama.

## Otras fuentes
- "Gobernadores de Alabama: Braxton Bragg Comer", Departamento de Archivos e Historia de Alabama
- "Comer, Braxton Bragg, (1848-1927)", Directorio biográfico del Congreso de los Estados Unidos
- "Braxton Bragg Comer", Salón de la Fama de los Hombres de Alabama
- Kelly, Brian. Raza, clase y poder en los campos de carbón de Alabama 1908-1921 , Urbana: University of Illinois Free Press, 2001.
- Blackmon, Douglas A. 'Slavery By Another Name': The Re-Enslavement of Black Americans from the Civil War to World War II, Nueva York: Anchor Books, 2008
- Bond, Horace Mann. Educación negra en Alabama: un estudio sobre algodón y acero, Tuscaloosa: University of Alabama Press, 1994.
- Curtin, Mary Ellen. Prisioneros negros y su mundo, Alabama, 1865-1900, Charlottesville: University Press of Virginia, 2000.
- Daniel, Pete R. Shadow of Slavery: Peonage in the South, 1901-1969, Urbana, Ill .: University of Illinois Press, 1972/1990, texto disponible en Googlebooks
- Dawson, Richard. Diario de Richard Dawson, Departamento de Archivos e Historia de Alabama, 1883
- ADAH, "Convictos en trabajos forzados para el condado en el estado de Alabama el primer día de marzo de 1883", microficha
- Flamming. Creando el sur moderno: Mill Hands and Managers, Chapel Hill: Universidad de Carolina del Norte, 1992
- Sala. Like a Family the Making of a Southern Cotton Mill, Chapel Hill: Universidad de Carolina del Norte, 1987
- Harris, David Alan. "Braxton Bragg Comer (1907-11)" , Enciclopedia de Alabama
- McWhorter, Lynn Price. "Avondale Mills" , Enciclopedia de Alabama
- Burlarse, Gary. "Braxton Bragg Comer, Birmingham, Alabama", 2010
- Reed, Thomas Walter. Historia de la Universidad de Georgia , Atenas, Georgia : Universidad de Georgia, ca. 1949,
- RG60 NA "Archivos de peonaje, RG 60 NA ff5280-17119": Archivos nacionales
- Instituto Tuskegee. El siglo de los linchamientos: afroamericanos que murieron en violencia racial en los Estados Unidos 1865-1965, base de datos